# Bimota Tesi
Vous lisez un « bon article » labellisé en 2010.

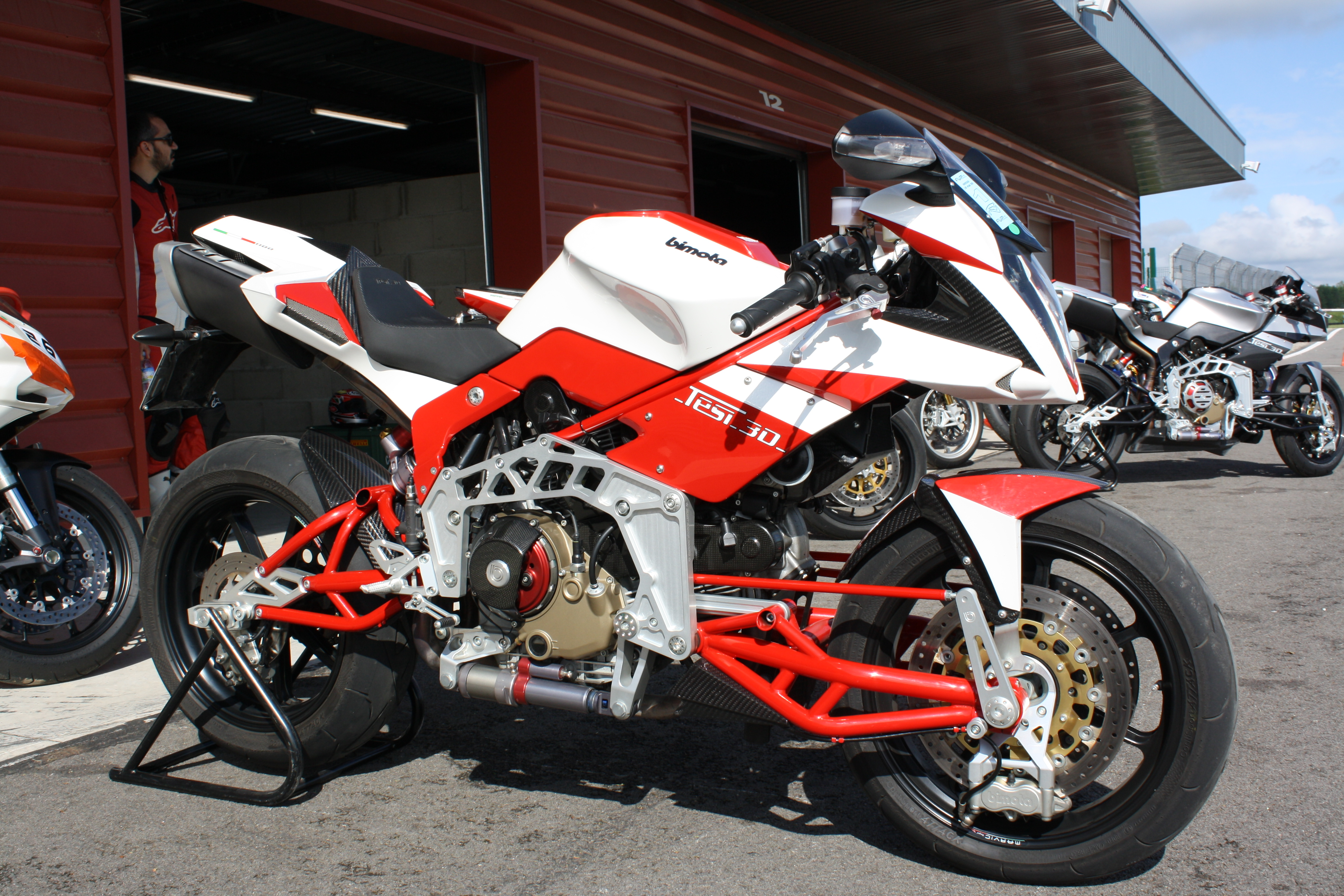
Une Bimota Tesi 3/D Factory.

La Bimota Tesi est un modèle de motocyclette, produit par le constructeur italien Bimota. Si le premier prototype est dévoilé en 1983, il faut attendre 1990 pour qu'un modèle autorisé à circuler sur route ouverte soit commercialisé ; c'est la Tesi 1/D. La Tesi 2/D, fruit du travail d'un préparateur italien qui la propose sous son propre nom (Vyrus 984 C³ 4V), reprend la lignée arrêtée en 1994, suivie en 2007 par la Tesi 3/D, faisant ainsi perdurer ce modèle jusqu'à aujourd'hui.
La principale innovation des Bimota Tesi est de proposer un bras oscillant et un système de guidage dans le moyeu de la roue à la place de la fourche télescopique. Ce principe est censé annuler l'effet de « plongée » de la fourche classique lors d'un freinage et de permettre de conserver une meilleure stabilité de la moto.
Les différents modèles de Tesi ont été équipés de moteurs provenant de divers constructeurs. Honda et Yamaha ont motorisé les premiers prototypes. Ducati a finalement été choisi pour le dernier prototype et les modèles de série jusqu'en 2015. Kawasaki reprend le flambeau pour la Tesi H2. La Tesi a également été pourvue du moteur de la 500 V-Due.
La dénomination de ce modèle diffère de celle habituelle chez Bimota, à savoir que la première lettre représente le motoriste, la seconde l'usine Bimota. Quant au chiffre, il spécifie le rang de sortie du modèle pour un même motoriste. Les premières études sur ce qui deviendra la Tesi débutent lorsque l'élève ingénieur Pierluigi Marconi, pour sa thèse de fin d'étude à l'université de Bologne, s'inspire des travaux de l'ingénieur Difazio pour créer une moto où le guidage et la suspension de la roue avant seraient indépendants. Il nomme donc la moto qui en découle Tesi, thèse en italien. Le D est l'initial du motoriste et le chiffre représente le numéro du modèle. La première Tesi issue de la prise de participation de Kawasaki dans Bimota est nommée Tesi H2, car elle reprend le moteur de la Kawasaki Ninja H2.

## Architecture

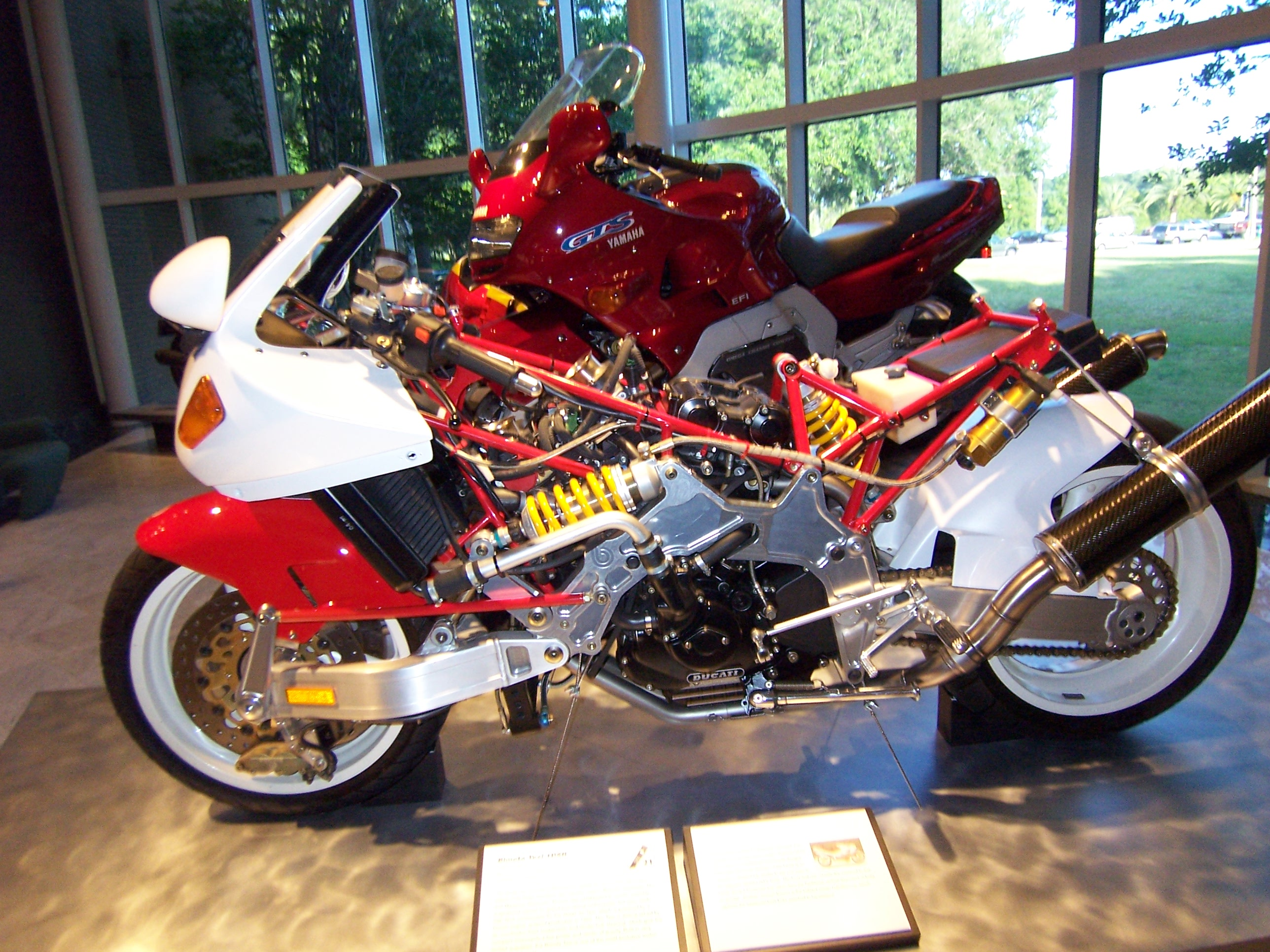
Vue de la Tesi 1/D nue, avec le bras oscillant et le cadre Ω.

La fourche télescopique, telle qu'on la trouve sur la majorité des motos de route, lie à la fois la direction et la suspension, de telle sorte que toute action sur l'une influence l'autre. Le principe développé par l'ingénieur Difazio est de complètement dissocier le guidage et l'amortissement. De cette manière, les interactions néfastes entre les deux disparaissent. L'assiette de la moto ne varie pas lors des freinages comme avec une fourche classique. Cette disposition permet également de pouvoir changer la géométrie de la moto (empattement, chasse), sans influencer sur le comportement dynamique. Ce n'est pas la première fois que cette technique est utilisée, notamment par ELF, mais, jusqu'à présent, elle n'était jamais sortie de l'enceinte des circuits. Avec la Tesi, Bimota la transpose sur une machine homologuée.
Les deux bras oscillants sont reliés par un cadre oméga. Le moyeu de la roue abrite deux roulements coniques et un axe. Via un jeu de tringlerie, il est relié à une petite colonne de direction située contre le cadre, du côté gauche de la machine. Un autre jeu de tringlerie relie cette colonne au té de fourche inférieur et aux demi-guidons.
Le cadre ne se réduit plus qu'à deux platines latérales et deux boucles à l'avant et à l'arrière, pour soutenir le réservoir et le guidon et la coque de selle, avec un gain de poids conséquent.
Mais cette architecture impose la fabrication d'un très grand nombre de pièces pour constituer le train avant, d'où un coût de fabrication plus élevé. Ces pièces doivent également être largement dimensionnées pour supporter les contraintes imposées lors des freinages. Par ailleurs, le bras oscillant augmente considérablement le diamètre de braquage, rendant les manœuvres compliquées. Cet inconvénient est amoindri sur la Tesi 3/D avec l'adoption d'un bras oscillant en treillis tubulaire, permettant d'utiliser des tubes de petite section, sans altérer la rigidité.

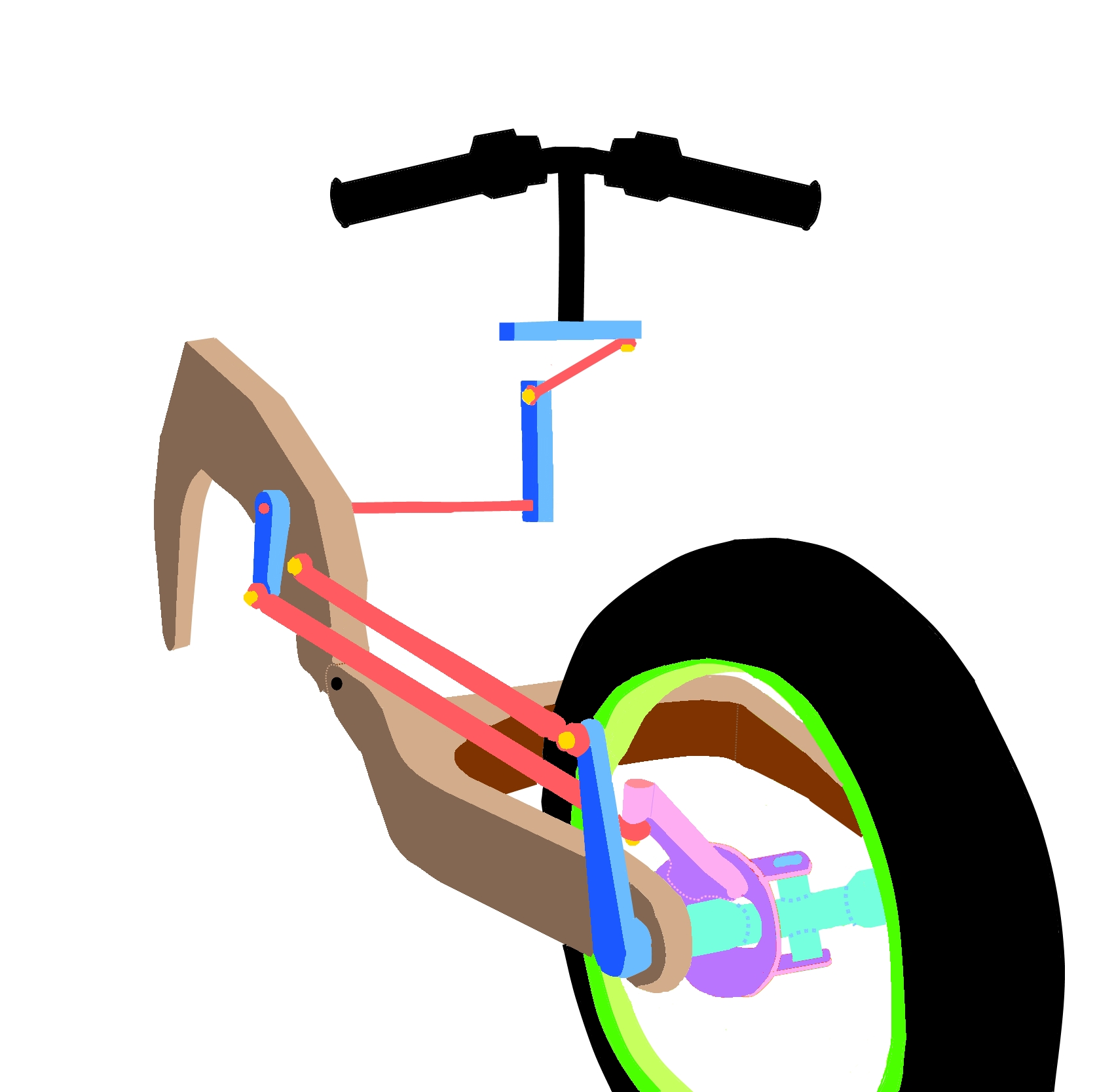
L'évolution du principe de fonctionnement sur la Tesi 1/D...
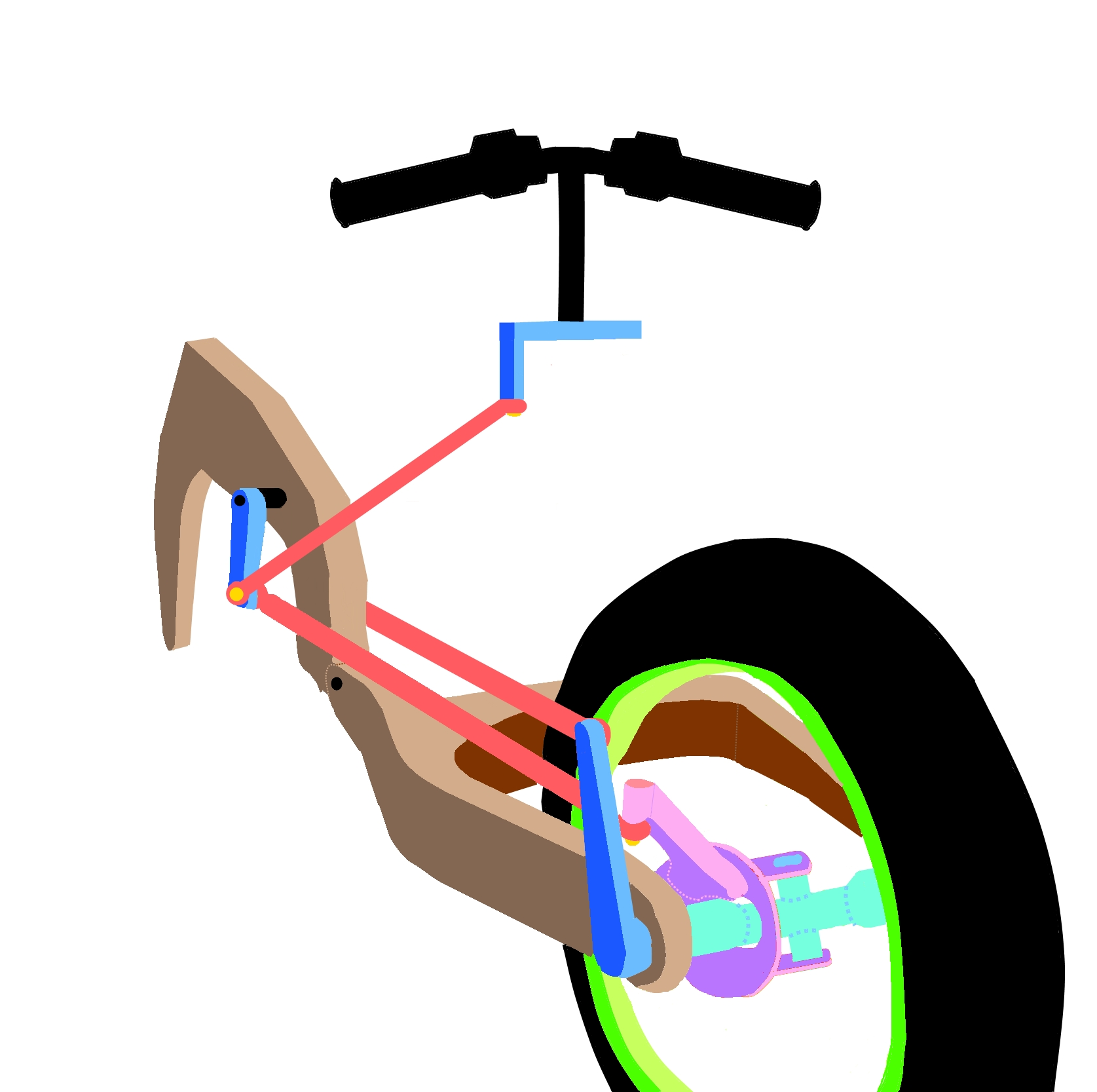
... sur la 2/D...
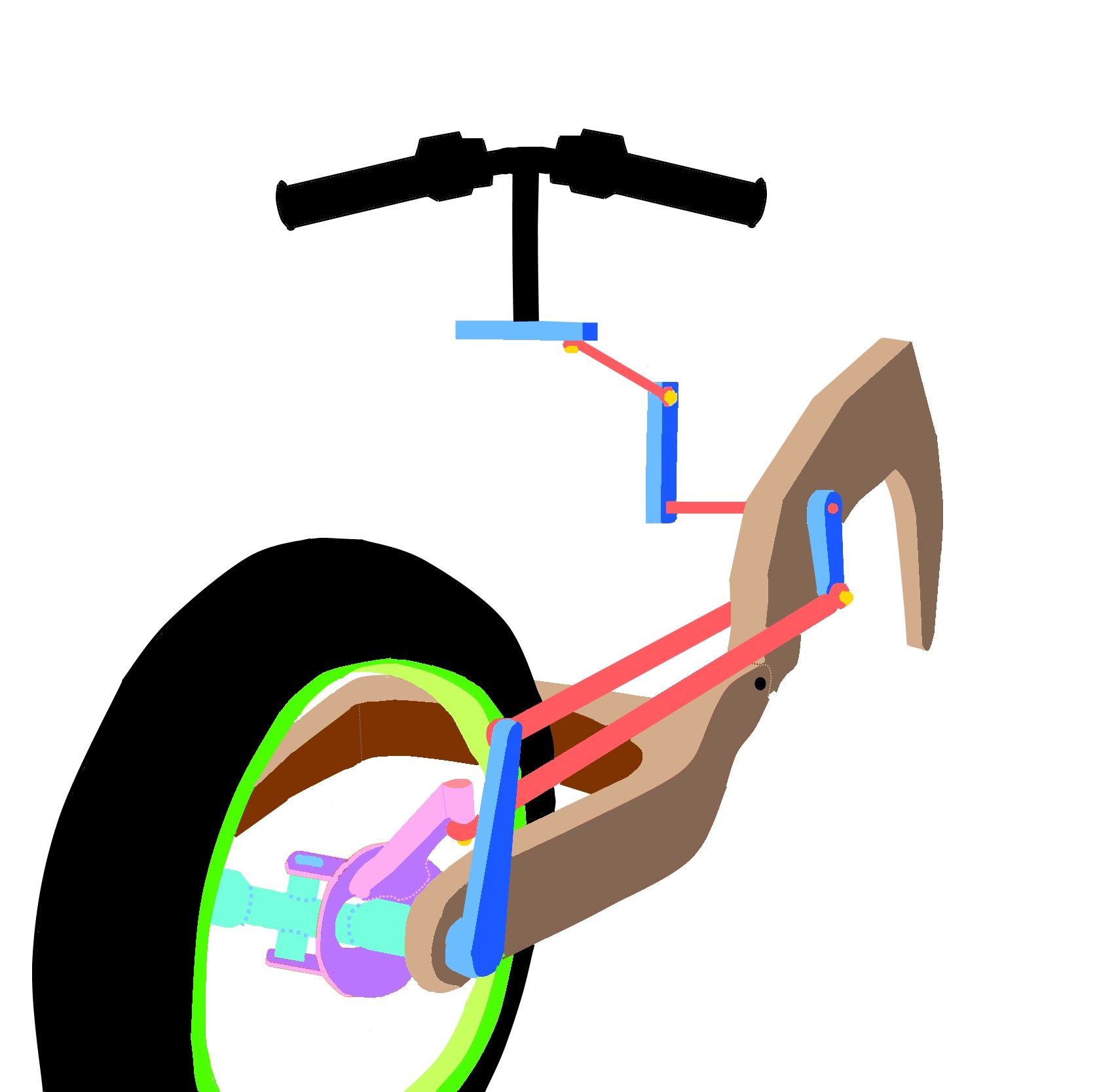
... et sur la 3/D.

## Développement
Le premier prototype est présenté au salon de Milan en 1983. Pour le moment, le moteur est emprunté à une Honda VF 400 F. Le cadre est une coque en fibre de carbone, placée sous le moteur. Elle arbore une esthétique futuriste. Le système de guidage quant à lui, appelé DCS pour Dive Control System, fait appel à l'hydraulique. Un premier piston situé sur le côté gauche de la roue reçoit une poussée d'un second situé sous le guidon. Quand le pilote tourne le guidon à droite, le second piston pousse le fluide contenu dans une première durit vers le piston de la roue, ce qui le compresse. Quand le pilote tourne le guidon vers la gauche, le second piston pousse le fluide contenu dans une deuxième durit, provoquant l'extension du piston de la roue.
L'année suivante, l'usine engage un second prototype pour les manches autrichienne et italienne du championnat du monde d'endurance. Le moteur est issu de la Honda VF 750 F, pour 90 ch à 10 000 tr/min. Il est acheté à la branche compétition du constructeur japonais. Le cadre devient une structure dans un alliage d'aluminium, de fibre de carbone et de kevlar, supportant le moteur. En 1985, il est remplacé par deux omégas en peraluman 35 ceinturant le moteur par-dessous. La direction est toujours hydraulique mais cette solution grève la maniabilité et la moto s'avère inconduisible quelle que soit la vitesse.
Il faut attendre 1987 et la sortie d'un autre prototype à moteur Yamaha 750 FZ, pour que la direction hydraulique soit abandonnée et qu'on fasse appel à un jeu de tringlerie. La machine se révèle beaucoup plus facile à emmener. C'est en 1988 que Ducati est finalement choisi afin de motoriser la Tesi, les carters du moteur étant plus à même de jouer leur rôle de rigidificateur. Il en résulte un ultime prototype, qui ne se différencie de la moto de série que par les silencieux d'échappement.

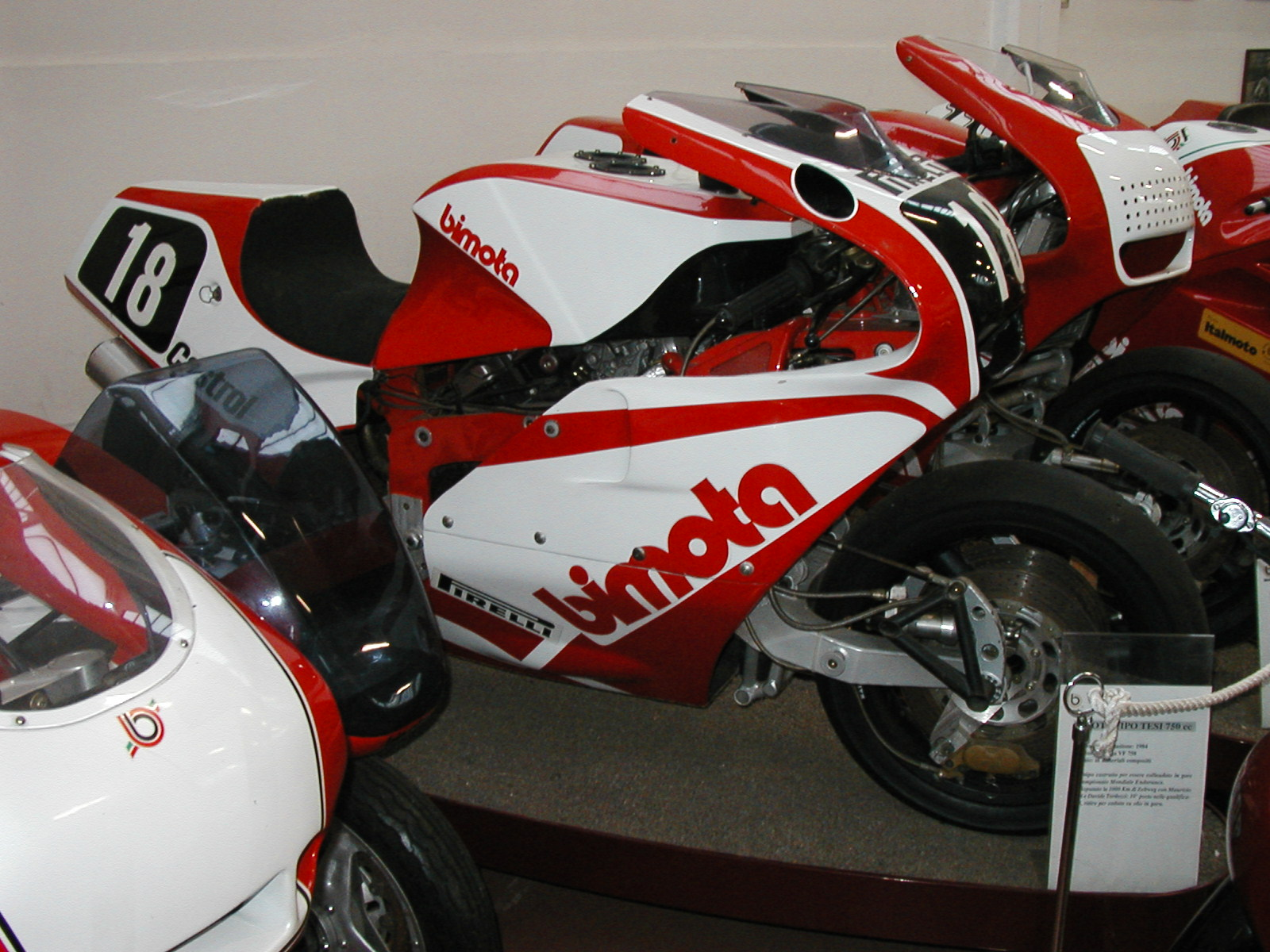
Le prototype n°2
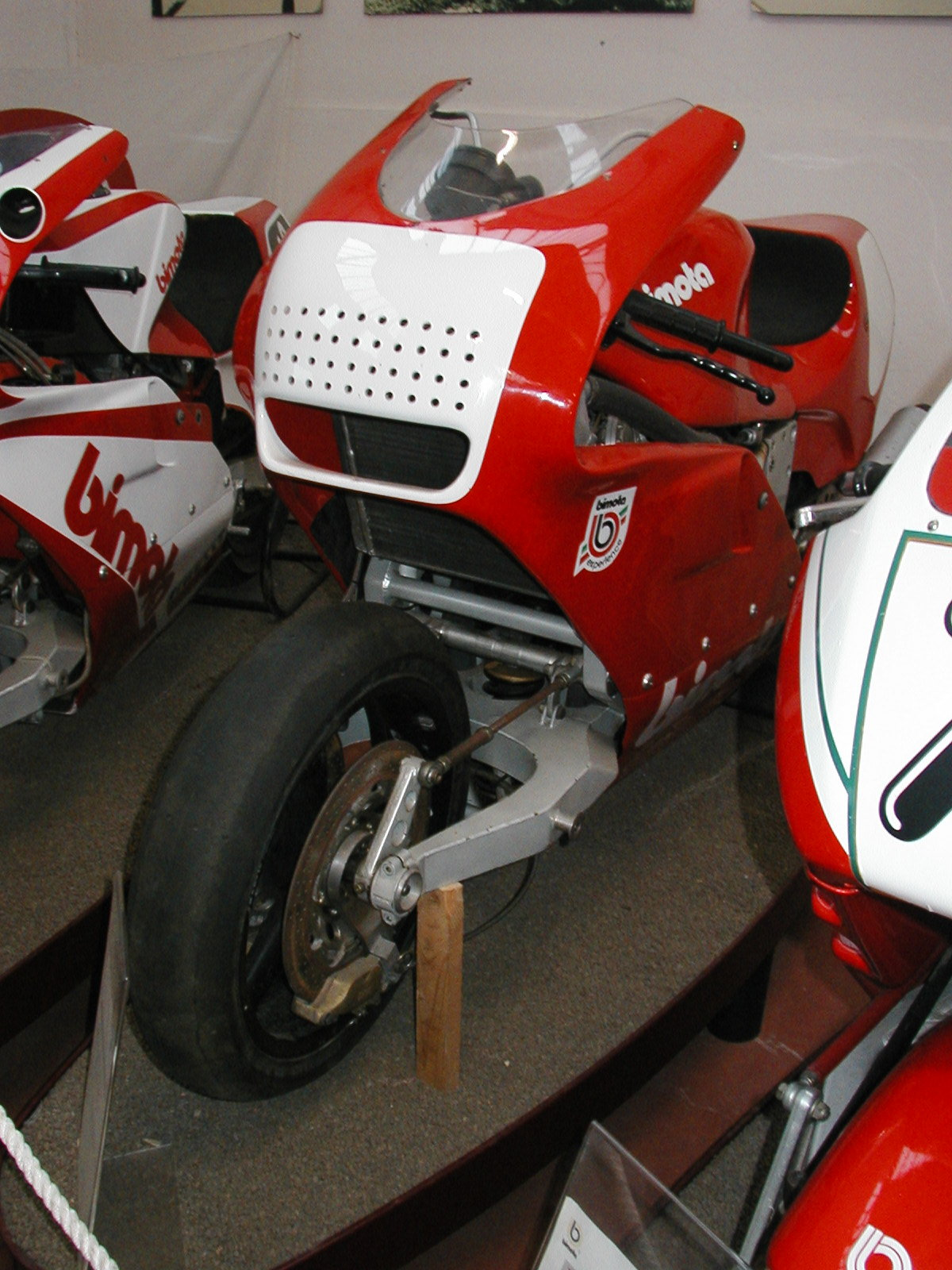
Le prototype n°3
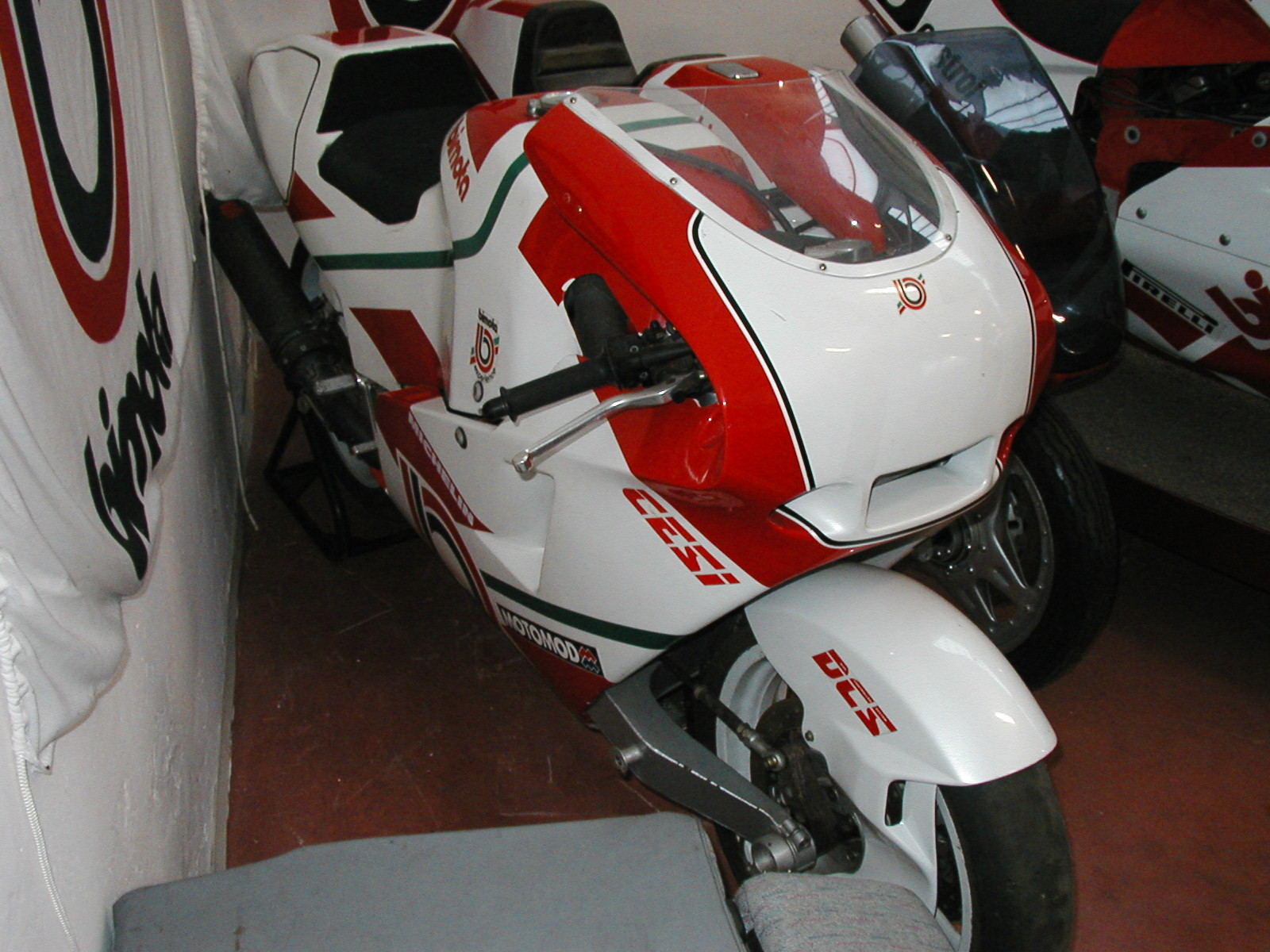
Le prototype n°4, premier à recevoir une direction par tringlerie

## Tesi 1/D

### Mécanique
La première Bimota Tesi est la Tesi 1/D de route, apparue au salon de Cologne de 1990, dont le design a été confié à Massimo Tamburini. Elle est motorisée par Ducati, reprenant un moteur bicylindre en V ouvert à 90°, quatre temps de Ducati 851. Alimenté par une injection électronique Weber à deux injecteurs par cylindre, celui-ci développe 102 chevaux à 9 500 tr/min.
Très sensibles à la moindre variation de réglage, les amortisseurs se doivent d'être de bonne qualité. Ce sont des éléments Marzocchi qui ont été choisis par l'usine italienne pour remplir cette fonction. L'angle de chasse peut varier de 30°. Le freinage est assuré par deux disques de 320 mm à l'avant et un disque de 230 mm, tous de marque Brembo. Les jantes à trois branches en aluminium sont signées Marchesini.

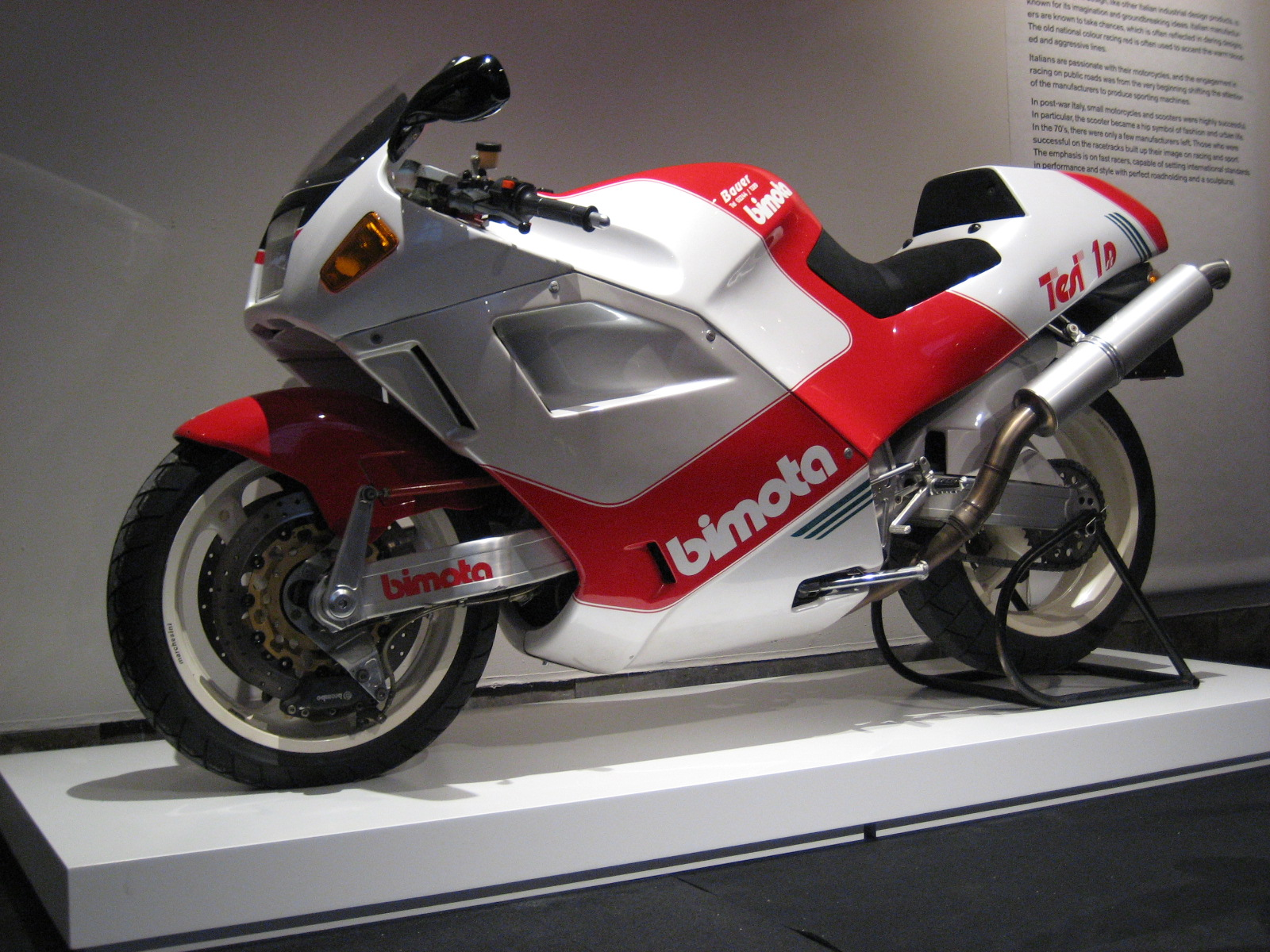
Tesi 1/D 906.

Une deuxième version sort quelques semaines après la première. La cylindrée du moteur passe à 904 cm3. La course est augmentée de quatre millimètres. La puissance grimpe à 113 chevaux à 8 500 tr/min tandis qu'elle et annoncée pour 250 km/h. Elle était vendue 22 810 €.
L'usine aura produit 127 Tesi 851 cm3 et 20 Tesi 904 cm3, presque toutes blanches et rouge avec trois bandes vertes à la base du carénage. Un seul exemplaire est sorti complètement rouge. Un dernier, n'ayant servi qu'au photos officielles, avait une surface de carénage recouverte de rouge plus importante. Sur les brochures publicitaires, ces deux machines sont respectivement nommées Tesi 1/D 851 et Tesi 1/D 906.

### Déclinaisons

#### Tesi 1/D SR

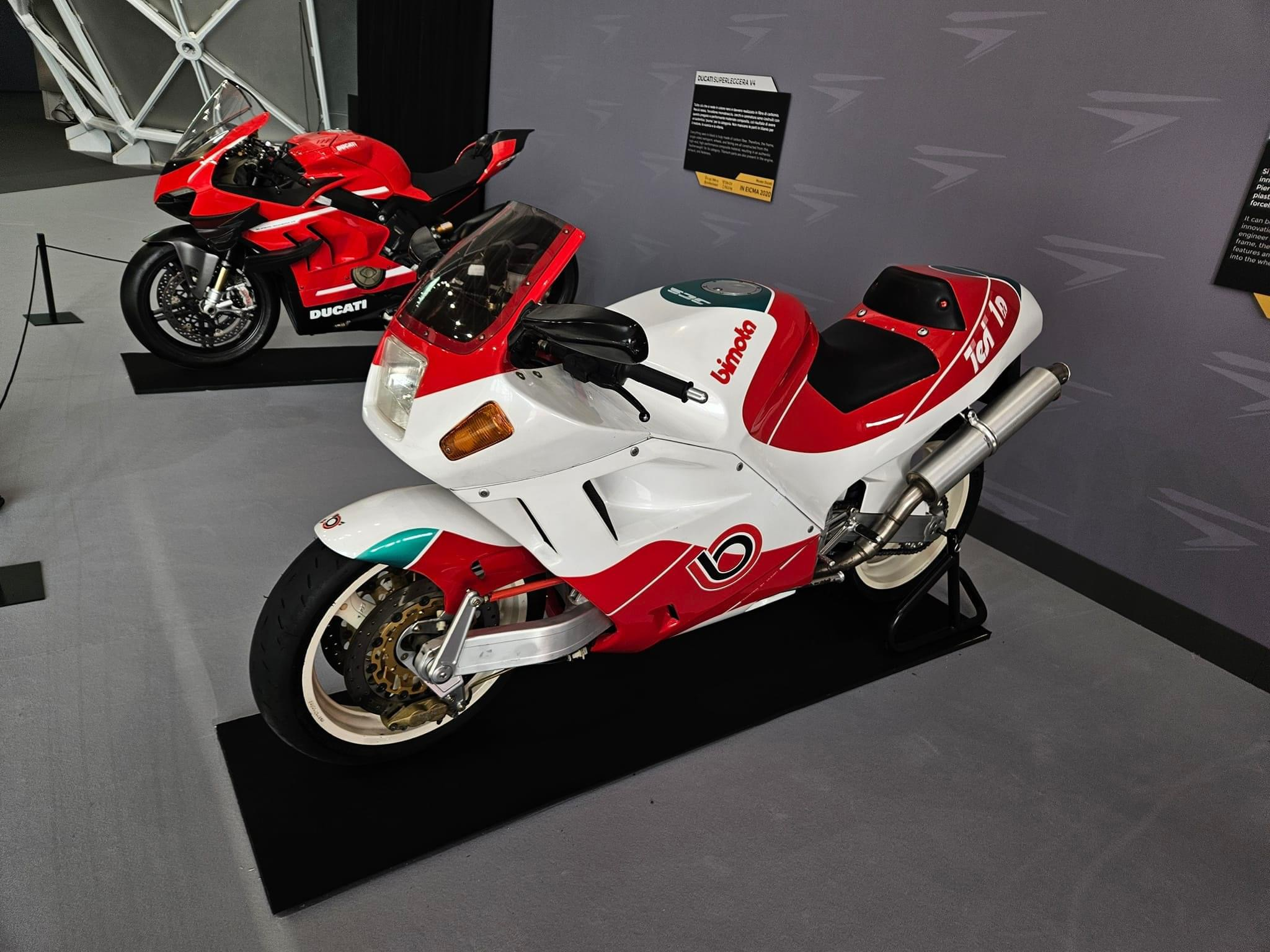
Tesi 1/D SR

En 1991, Tesi 1/D SR est sa remplaçante. Le moteur est toujours celui de la 851 réalésé. Le poids est de 188 kg à sec et le réservoir perd 4 litres de capacité. Les suspensions sont désormais estampillées Öhlins. 164 exemplaires ont été produits, vendus 22 946 € chacun. La couleur de la robe est différente. Elle est toujours blanche et rouge, mais avec des ronds verts sur le haut du réservoir, derrière la selle et de part et d'autre du garde-boue avant.

#### Tesi 1/D ES

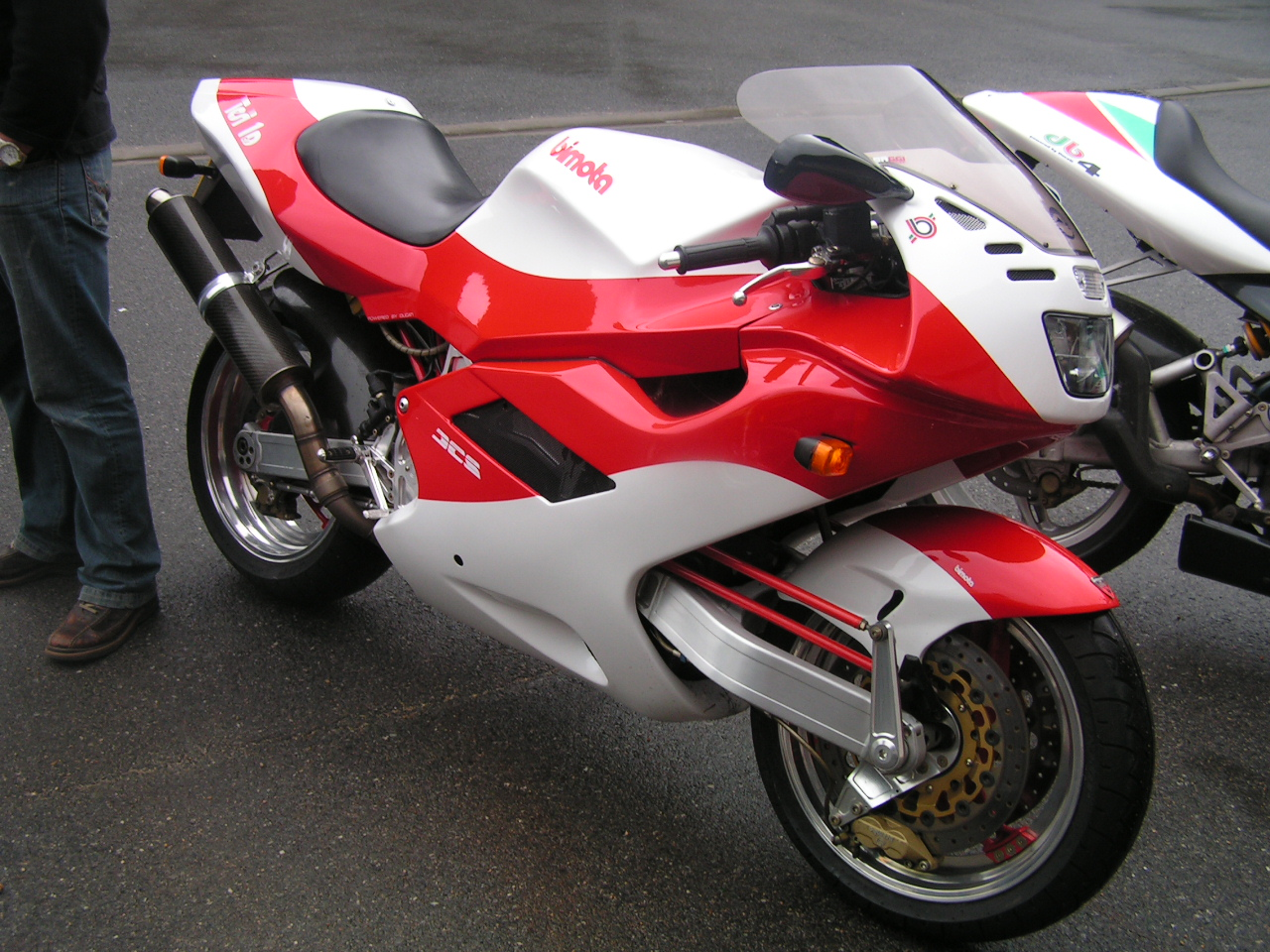
Tesi 1/D ES.

À l'occasion du salon de Cologne de 1992, pour célébrer les 20 ans de la marque, la Tesi 1/D ES voit le jour. L'esthétique, plus fluide, a été modifiée et confiée à Giorgetto Giugiaro.
Mécaniquement, la Tesi 1/D ES se distingue de ses devancières par un bras oscillant avant usiné dans la masse et non plus forgé ainsi que par un amortisseur avant conçu spécifiquement pour la Tesi chez Öhlins par un ancien pilote de grand prix. L'injection électronique Weber est remplacée par une de conception Bimota. Le moteur développe 117 chevaux à 9 000 tr/min. Les jantes sont des Akron.
Seulement 50 exemplaires seront produits, pour 23 335 € chacun.

#### Tesi 1/D EF
La Tesi 1/D EF naît pour le salon de Cologne de 1994. Cette dernière évolution est en fait une Tesi 1/D ES disponible uniquement dans une livrée gris anthracite à filets orange. Elle ne sera produite qu'à 25 exemplaires, dont le premier, livré au journaliste italien Giorgio Sarti, est doté d'un semi-carénage qui laisse admirer les deux platines d'aluminium, usinées en forme d'oméga, constituant le cadre de la Tesi, ainsi que la mécanique complexe du train avant. La fibre de carbone recouvre le silencieux d'échappement. Elle est vendue 25 265 €.
Les derniers modèles de Tesi 1/D ES ainsi que la Tesi 1/D EF sont équipés d'un réglage de la tension de la chaîne de transmission finale par roue poussée, tandis que les premiers modèles reprennent le réglage par excentrique des Tesi 1/D standard et SR.
Toutes les Tesi 1/D portent sur les flancs de selle l'inscription « Tesi 1D ». Dans le D sont inscrits le modèle : SR ou ES. Sur la Tesi EF, le D renferme les lettres ES. La Tesi 1/D 906 porte l'inscription SR.

#### Tesi 1/D 400J
Le Japon bénéficie d'une Tesi spéciale, adaptée aux contraintes d'homologation locales. Cette machine est la Tesi 1/D 400J et est équipée d'un moteur de 400 cm3 issu de la Ducati 400 SS. Le cadre est légèrement différent. Le moteur étant plus petit, l'arche des omégas est plus resserrée. Elle fut produite entre 1992 et 1993 à 50 exemplaires. Elle était disponible en rouge, blanc et bleu, avec le monogramme « Tesi 1D » sur les flancs de carénage et « 400 » sur les flancs de selle.

#### Tesi 1/D Folgore Bianca
Le préparateur japonais White House propose en 1991 la Tesi 1/D Folgore Bianca. Le carénage est remplacé par un modèle à l'esthétique différente. Il y a eu trente Tesi 1/D Folgore Bianca, dont cinq était sur base de Tesi 1/D 400J, cinq sur base de Tesi 1/D 906 et vingt sur base de Tesi 1/D 851. La couleur était au choix du propriétaire pour les deux premières et gris perle pour la troisième.

### Compétition
Entre 1991 et 1993, la Tesi a participé également aux championnats italien et mondial de Superbike ainsi qu'au championnat italien de Sport Production. Elle emporte un moteur de 964 cm3, grâce à l'augmentation de trois millimètres de la valeur d'alésage. Elle développe 132 ch à 10 500 tr/min.
L'année suivante l'usine fait courir une Tesi 500 embarquant un moteur bicylindre en V deux temps de 500 cm3 préfigurant celui de la V-Due. Le système d'injection est lié avec un calculateur qui délivre la quantité nécessaire d'essence en fonction de la température de l'air, de celle du liquide de refroidissement, de celle des gaz d'échappement et de la pression dans la boîte à air. L'essence est envoyée dans le cylindre au moment le plus opportun, quand la lumière d'échappement est complètement fermée. Il développe 124 ch et est monté dans une partie cycle de Tesi standard. Le diamètre du disque arrière passe à 210 mm, les silencieux d'échappement sont en fibre de carbone.
La carrosserie est recouverte d'une peinture blanche, barrée de rouge et de bleu turquoise. Les flancs de selle portent l'inscription « Tesi 500 » en blanc. Les plaques à numéro jaunes prennent place sur le nez du carénage et sur la coque de selle. Sur les deux, le garde-boue avant est entièrement rouge,.
On a également vu une Tesi 500 dont le carénage est recouvert d'une peinture noire, la coque de selle, frappée du numéro 7 noir, et le haut de la tête de fourche sont jaunes. Ces éléments sont barrés de flammes rouges.
Initialement prévue pour courir en GP 500, cette machine ne fera que quelques courses en championnat italien. Fin 1992, le règlement du championnat du monde change et oblige les écuries à s'engager pour tous les grands prix sous peine d'amendes. L'usine ne peut supporter des contraintes financières si importantes et abandonne le projet.

### Apparition dans une fiction
La Tesi 1/D est présente dans les épisodes cinq et six du dessin animé tiré du manga Golden Boy.
Deux Tesi figurent également sur la couverture du tome 10 des aventures de Rubine, Série Noire.

## Tesi 2/D & Vyrus 984 C³ 2V
En septembre 2002, Ascanio Rodorigo, après avoir travaillé chez Bimota sur la remplaçante de la Tesi 1/D, fonde sa société de préparation de moto pour la compétition, ARP (Ascanio Rodorigo Produzion), et décide de produire sa propre Tesi.

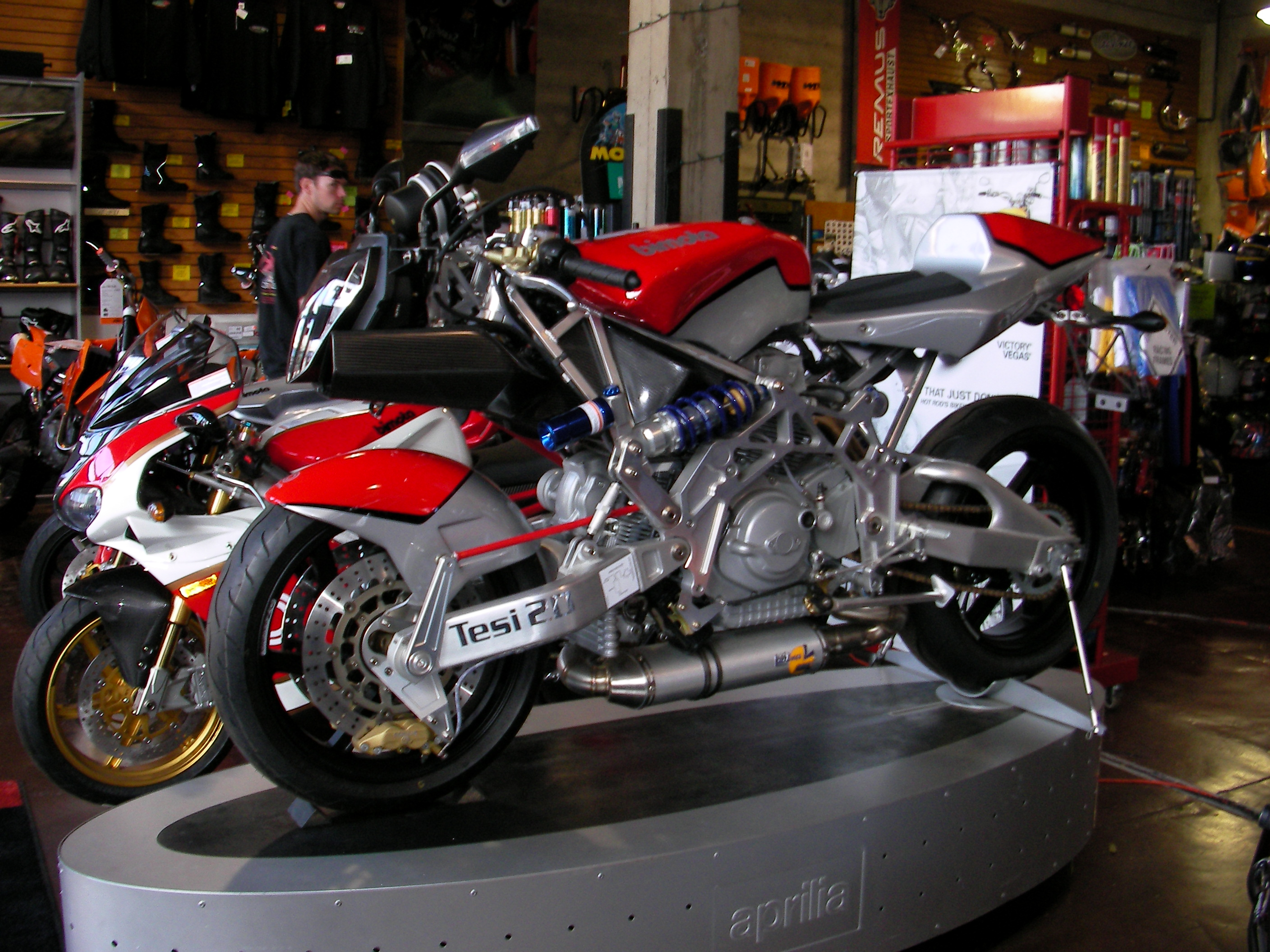
La Tesi 2/D pour les États-Unis est dépourvue de bulle

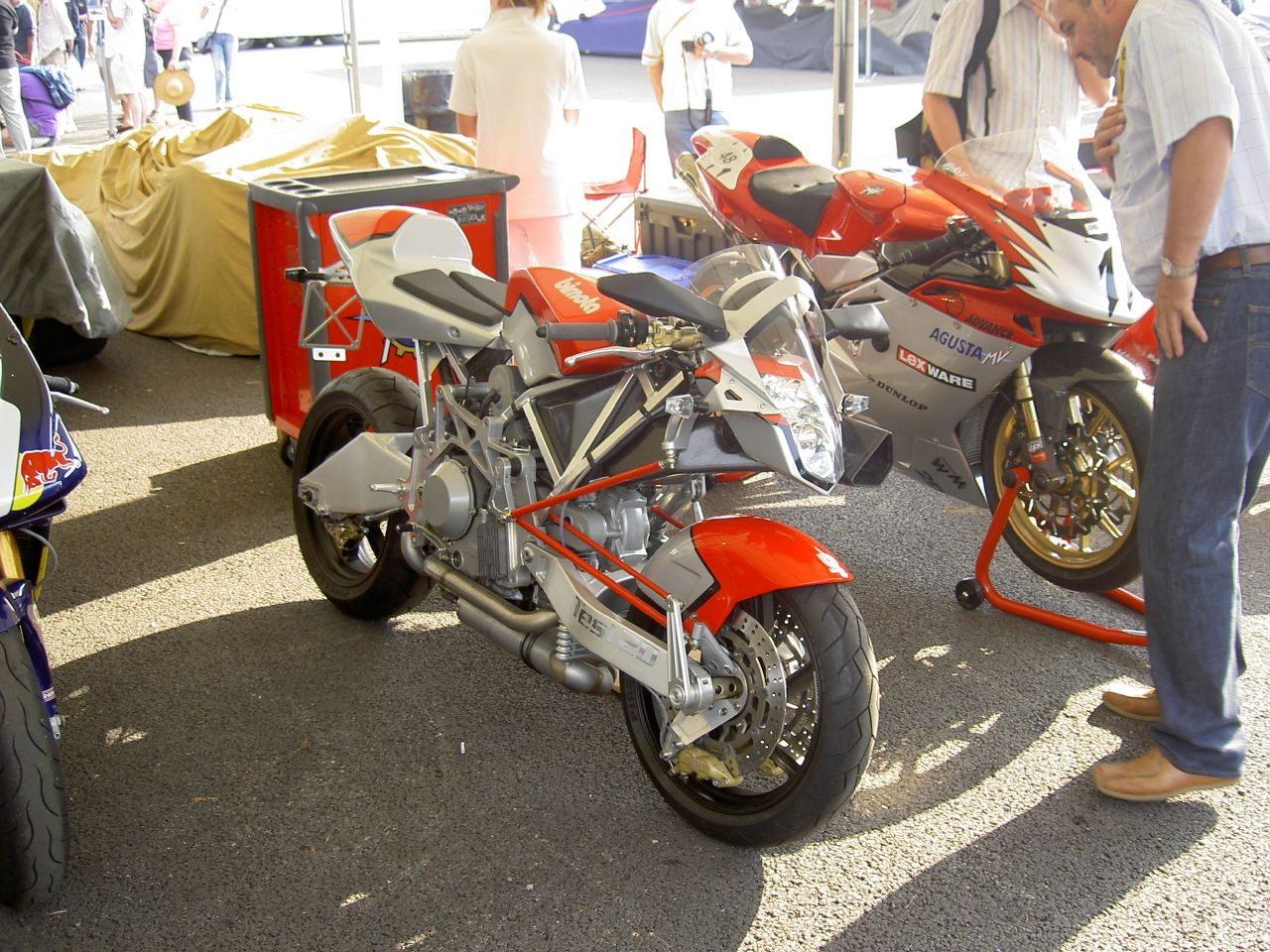
La Tesi 2/D pour le reste du monde avec un petit saute-vent

Il présente son travail trois mois plus tard, à l'occasion du Padova Show. Le prototype est surnommé Vyrus, car, selon son concepteur, il arrive sur le marché de la moto, tel un virus sur un ordinateur. La société chargée de produire la mot adopte ce nom là.
Contrairement à ses devancières, la nouvelle Tesi est dépourvue de carénage, laissant la vue sur le cadre oméga en aluminium, le moteur et les deux bras oscillants. Son design est l'œuvre de Sam Matthews.

### Mécanique
Le système de direction est amélioré. En effet, si la première version de la Tesi était très sensible aux changements de réglage et sur laquelle les suspensions étaient réglées très dur pour privilégier la stabilité à hautes vitesses, sa cadette offre un plus grand confort et un amortissement efficace.
La Vyrus est toujours motorisée par un bicylindre en V à 90° d'origine Ducati. Si le prototype utilisait un moteur de 900 SS, le modèle de série utilise celui de la Ducati 1000 Monster. Ce moteur développe 85,5 chevaux à 8 000 tr/min, pour un couple de 9 mkg à 6 300 tr/min.
Il est alimenté par un système d'injection électronique de 45 mm de diamètre de marque Microtec.
L'angle de chasse est réglable, de 18 à 24°, faisant passer la chasse de 80 à 106 mm. L'empattement est de 1 365 mm.
Les amortisseurs sont de marque FG et sont réglables en précontrainte, détente et compression.
Le freinage est assuré par deux disques flottants de 320 mm de diamètre à l'avant et un unique disque fixe de 310 mm, mordus respectivement par des étriers Brembo à quatre et deux pistons. Contrairement à la tendance actuelle, ces étriers n'ont pas une fixation radiale.
Le poids à sec est ramené à 150 kg. Le réservoir ne fait que 16 litres, dont 3 de réserve.
La Vyrus est chaussée en 120/70 × 17 et 180/55 × 17,, montés sur des jantes à six bâtons en aluminium forgé.

### Commercialisation
Courant 2006, un accord est signé entre Vyrus et Bimota. Le premier fabrique les motos, le second les commercialise dans son réseau. Le client a donc le choix. Il peut acheter une Bimota Tesi 2/D pour 46 000 €. Sinon il peut s'offrir une Vyrus 984 C³ 2V pour 33 750 €.

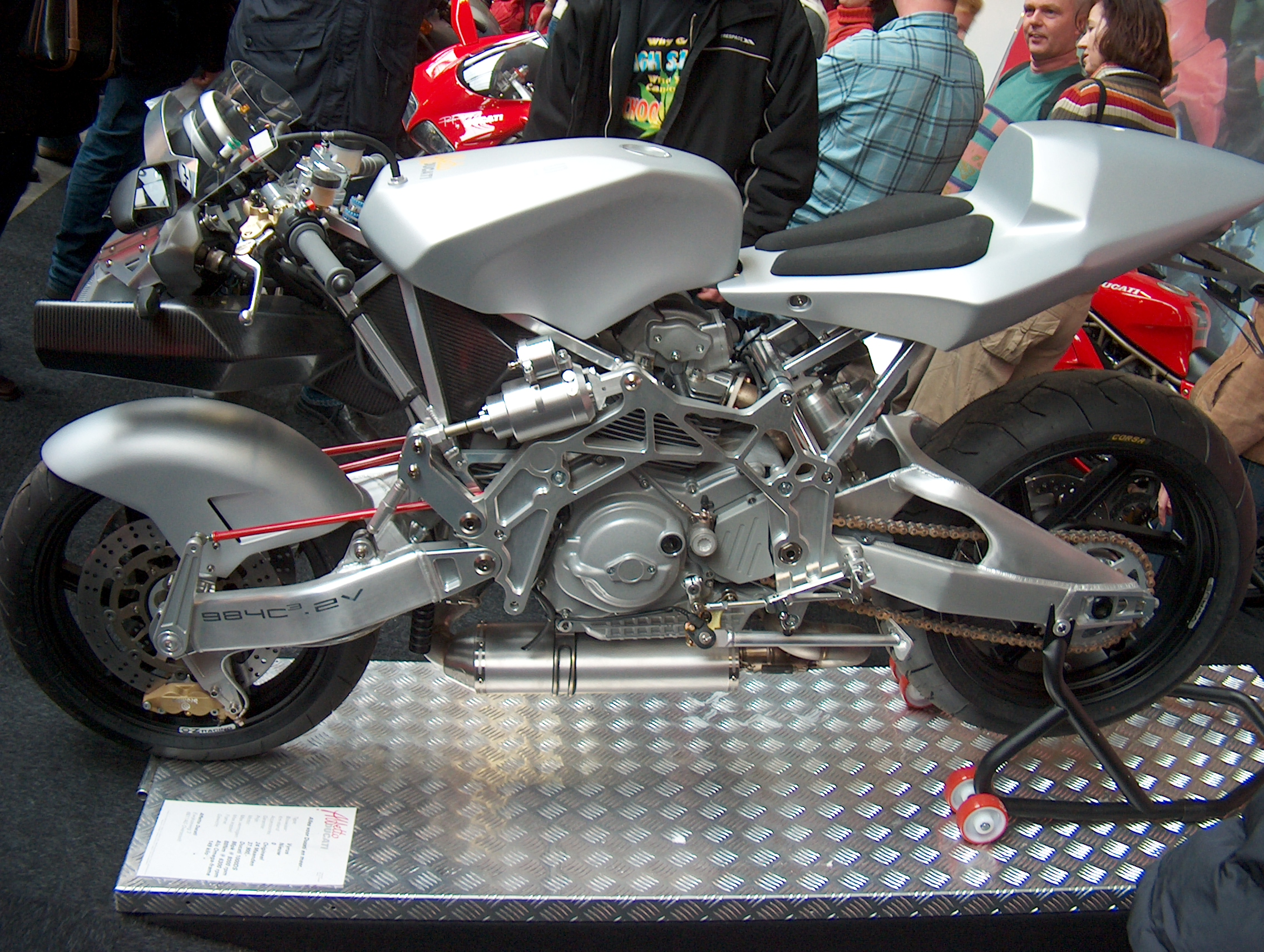
Vyrus 984 C³ 2V.

La 984 C³ 2V porte ce nom car le premier prototype était équipé d'un moteur bicylindre en V de 984 cm3 à deux soupapes par cylindre.
La Tesi 2/D est supprimée du catalogue au cours de l'année 2007, après 25 exemplaires pour ne pas faire concurrence à sa remplaçante maison, la 3/D.
La 984 C³ 2V, sortie à 100 exemplaires, est arrêtée en 2009.
Si la Tesi 2/D n'était disponible que dans une livrée bicolore grise et rouge et pourvue de l'équipement standard, la Vyrus pouvaient être totalement construite à la carte. Outre le choix de la couleur de carrosserie (monochrome, bi ou tricolore, fibre de carbone vernie), elle pouvait être équipé en option, dès la commande d'un shift-light.
La partie cycle pouvait emporter des jantes en magnésium forgé ou en fibre de carbone. Les suspensions pouvaient être remplacées par des éléments de marque Double System. Les disques de frein étaient remplacés par des disques pétales ou des disques en carbone. Tous les éléments pouvaient être anodisés. Une béquille centrale en aluminium pouvait être installée.
Côté moteur, un embrayage anti-dribble, des couvercles de courroies en fibre de carbone, un couvercle d'embrayage en magnésium ou fibre de carbone, un couvercle d'alternateur et des culasses en magnésium ou un contrôleur de traction pouvaient être mis en place.
La 984 C³ 2V pouvait également être équipée de la selle et du système d'échappement sous la selle de la 985 C³ 4V.
Enfin, le moteur pouvait être réalésé à 1 100 ou 1 200 cm3.
Aux États-Unis, la Tesi 2/D a été homologuée avec un phare et les rétroviseurs, incluant les clignotants, montés directement dessus. Dans le reste du monde, elle arbore un saute vent, pourvu de rétroviseurs et de clignotants séparés.
La dernière 984 C³ 2V produite fin 2012, appelée Ultimate Edition, se pare d'une livrée orange et noire. Elle utilise une boîte à air et tous les accessoires en fibre de carbone, des suspensions Öhlins, des disques de frein en carbone, un échappement Zard.

## Tesi 3/D

### Technique
Le salon de Milan 2006 voit la présentation de la Tesi 3/D, œuvre d'Enrico Borghesan. La principale évolution concerne le bras oscillant avant. C'est désormais un treillis tubulaire ancré sur des platines en aluminium.
Le moteur est emprunté à la Ducati 1100 Multistrada et développe 97 chevaux à 8 500 tr/min au vilebrequin, pour un couple de 10,5 mkg à 4 750 tr/min. Il est alimenté par une injection électronique Walbro de 45 mm de diamètre. Le constructeur annonce une vitesse maximale de 220 km/h.

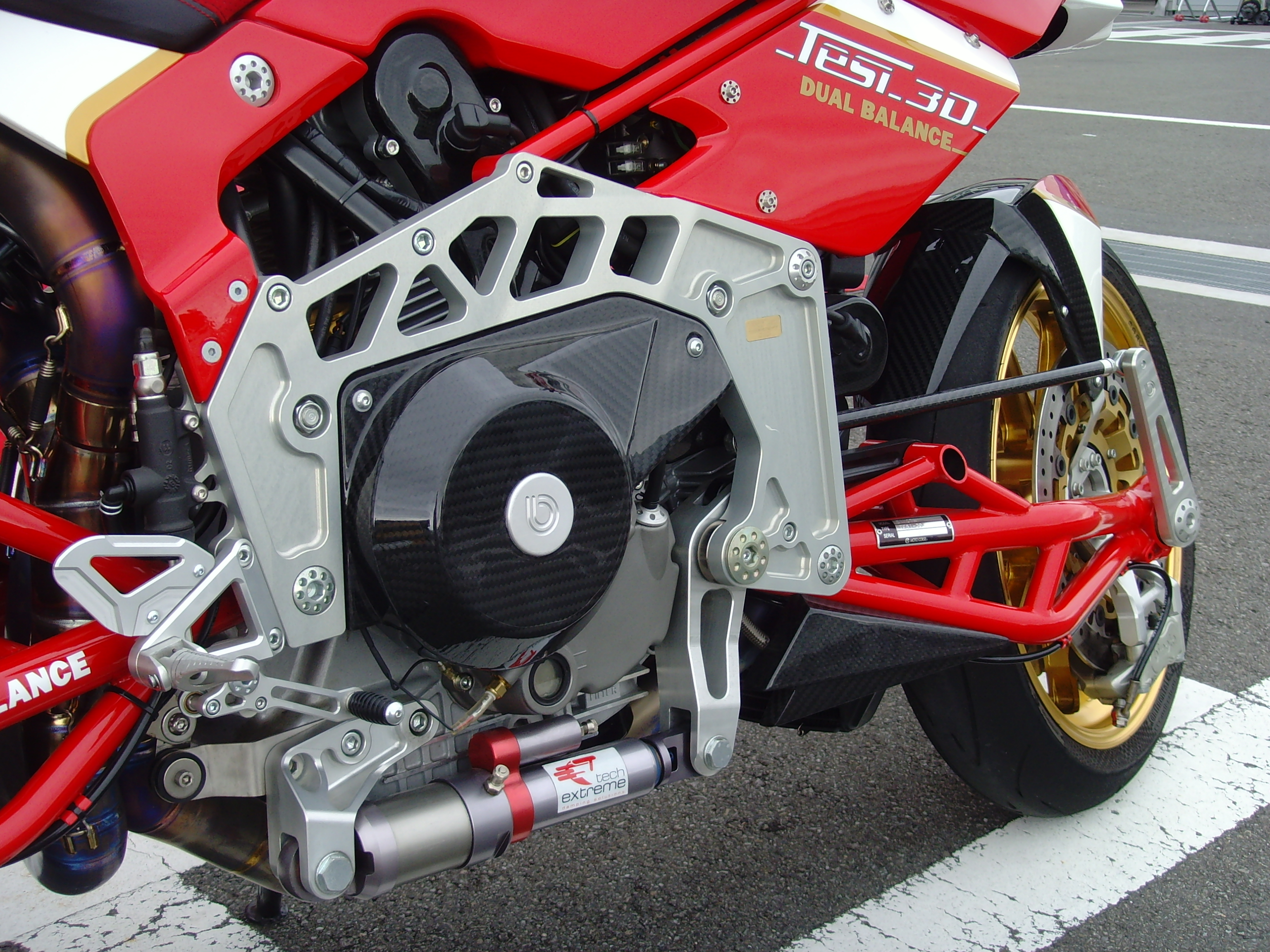
Gros plan sur le cadre d'une Tesi 3/D Concept, avec l'amortisseur dévolu à la suspension avant en position horizontale sous la machine.

Si les disques de frein conservent des mêmes dimensions, les étriers Brembo sont remplacés par des Grimeca et adoptent une fixation radiale à l'avant. L'empattement est ramené à 1 387 mm.
Les deux amortisseurs, réglables en précharge, détente et compression, proviennent du catalogue Extreme Tech et les roues avant et arrière ont pour débattement 115 et 130 mm. L'amortisseur destiné à la suspension avant est placé sous le moteur tandis que sur ses devancières, on le trouvait soit en position centrale devant le moteur sur la 1/D, soit sur le côté gauche. Il fonctionne non pas en compression mais en extension et ne contient pas d'huile mais du gaz, pour plus de légèreté.
Le système de guidage est ramené sur la gauche de la machine. La tringlerie est au choix en aluminium (rouge) ou en fibre de carbone (noir).
Les jantes Marvic en aluminium forgé sont chaussées de pneus Continental Sport Attack de 125/70 × 17 à l'avant et 190/50 × 17 à l'arrière. Elles reçoivent un traitement doré. La hauteur de selle est de 800 mm.
L'habillage est entièrement en fibre de carbone. Les silencieux d'échappement triangulaires en inox sont ramenés sous la selle. Les guidons bracelets sont réglables en hauteur et en profondeur, la pédale de frein et le sélecteur de vitesse sont montés sur excentrique. La machine peut ainsi s'adapter à la morphologie de chaque pilote.
Les rétroviseurs intègrent les clignotants et le tableau de bord reçoit un shift-light.

### Versions

#### Tesi 3/D Concept et standard
La version de présérie, appelée Concept, est produite à 29 exemplaires en avril 2007. Elle reçoit, sur la platine de cadre droite une plaque en or gravée de la mention « Tesi 3D Concept », suivie du numéro de la moto dans la série. Les modèles vendus sur le vieux continent utilisent une plaque rectangulaire tandis que ceux commercialisés aux États-Unis ont une plaque ronde sur laquelle la mention « America » a été ajoutée. Elle était vendue 28 900 €.

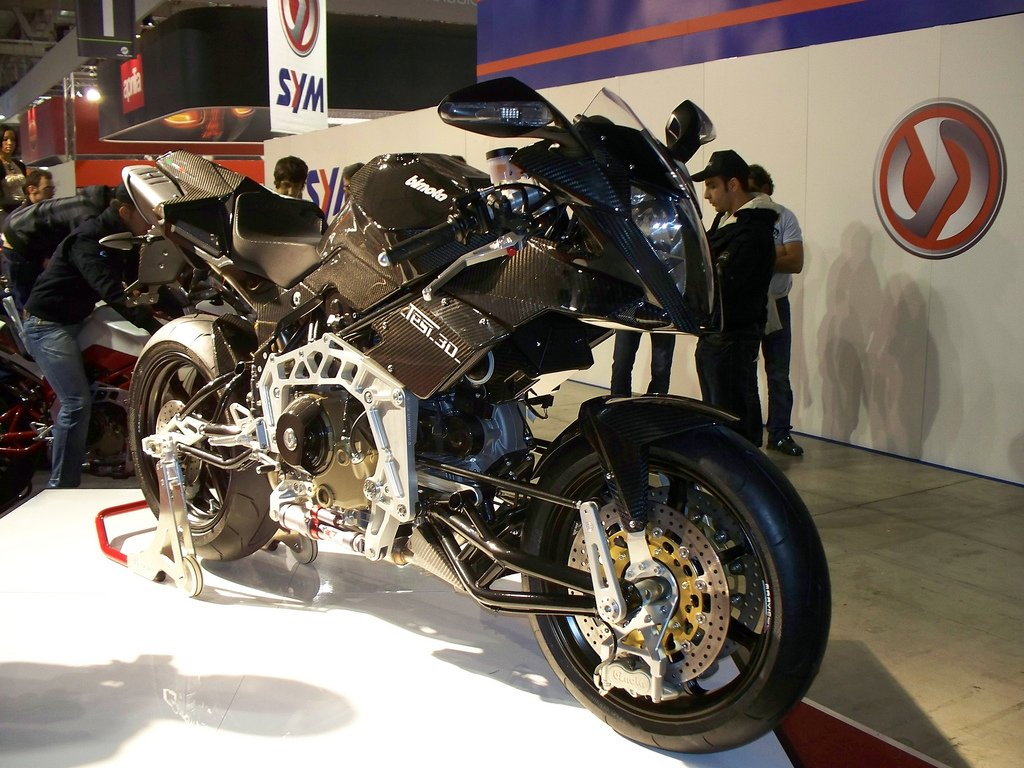
Tesi 3D Carbon Black

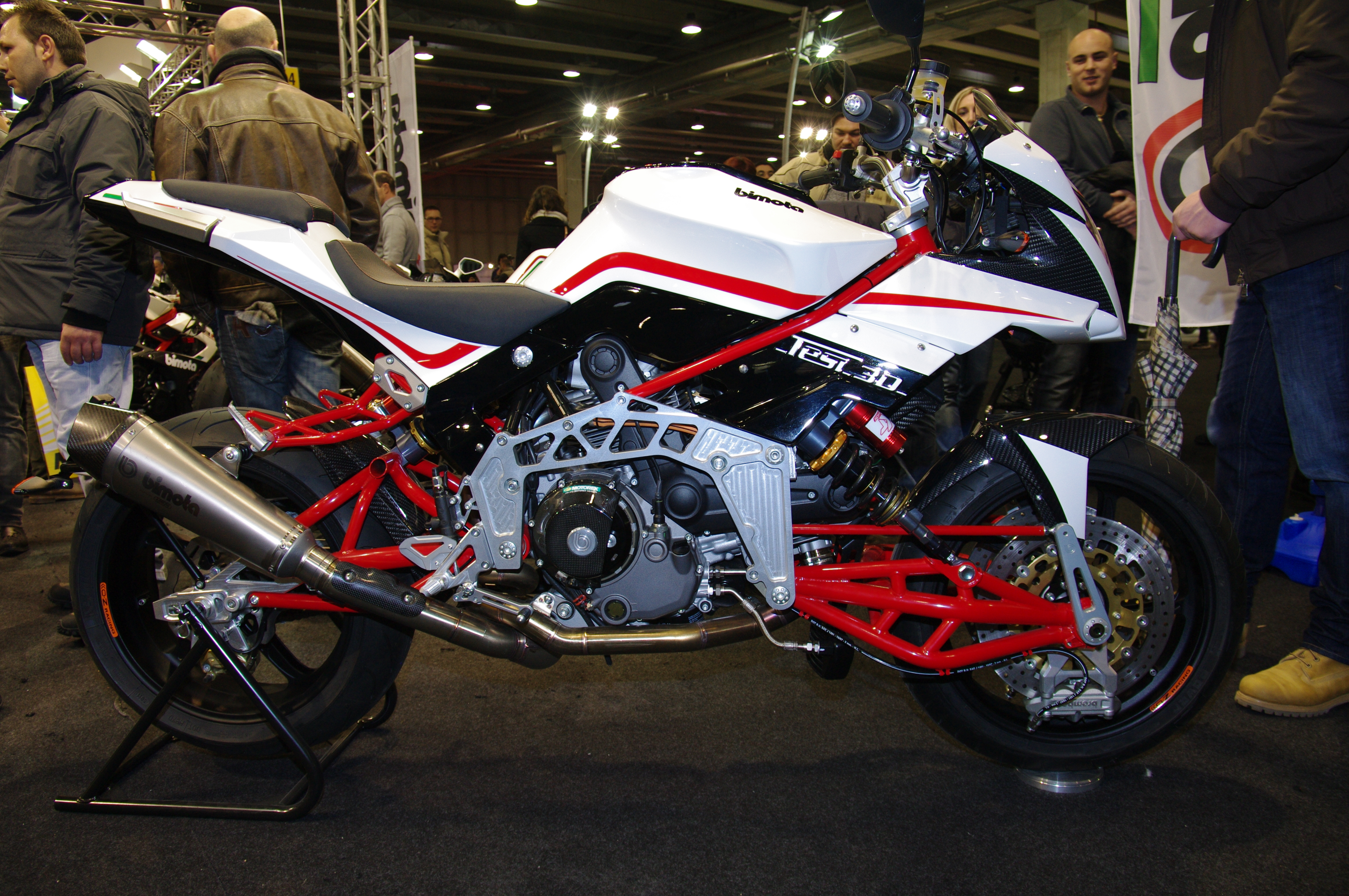
Tesi 3D Naked

Une version standard sort à l'occasion du salon de Milan en novembre 2007.
Si le moteur ne change pas, la partie cycle est légèrement modifiée. Les pneus adoptent des dimensions de 120/70 pour l'avant et 180/55 pour l'arrière, toujours en 17 pouces.
Le prix baisse légèrement de 600 €, sans raison apparente.
Côtés coloris, les versions Concept et standard arborent soit une robe bicolore blanc perle et rouge, appelée Factory ou une version en fibre de carbone nommée Carbon Black. La peinture Factory de la version Concept se voit soulignée de filets dorés à l'interface entre les zones blanches et rouges. Elle est aussi chaussée de jantes dorées tandis que la version standard se contente de jantes noires. Le bras oscillant est rouge sur la version Concept alors qu'il peut être peint en noir sur la version standard. Néanmoins, l'usine peut produire avec un coloris à la demande. Ainsi, la moto de l'importateur suisse est grise et noire. À l'occasion de l'exposition des œuvres de Federica Varotto à Milan, Bimota a présenté une Tesi /D Concept avec une peinture noire et rouge.

#### Tesi 3D Rock Gold
Pour la promotion d'une collection de vêtement de la boutique de luxe DAAD Dantone, Bimota sort la Tesi 3D Rock Gold, un exemplaire unique. Le cadre est recouvert d'une peinture noire. Les bras oscillants, la tringlerie de direction et le treillis tubulaire supportant la tête de fourche sont dorés. L'habillage et les jantes sont de couleur noir mat. Les côtés de la tête de fourche sont marqués en dorés « Tesi 3D Rock Gold Daad Dantone Edition ». Sur le réservoir, toujours en doré, est inscrit « Bimota for Daad Dantone ». Le bord de la selle est serti de diamants.

#### Tesi 3D Evo
Fin 2011, Bimota fait évoluer la Tesi en Tesi Evo. Elle hérite du moteur de la Ducati Hypermotard 1100Evo. La puissance passe à 98 ch à 7 500 tr/min, avec un couple identique mais 1 000 tr/min plus haut.
La forme inférieure du moteur étant différente, le monoamortisseur avant est remplacé par un élément travaillant désormais en compression, fixé sur le bras droit du bras oscillant. Le bras oscillant a dû être modifié. L'amortisseur est toujours de marque Extreme Tech mais contient désormais de l'huile.
La Tesi 3D Evo a été produite à 32 exemplaires.

#### Tesi 3D Naked
Fin 2009, la presse spécialisée faisait état d'une version à deux places.
La Tesi 3D Naked est fruit de la réflexion de l'ingénieur en chef de Bimota, Andrea Acquaviva, qui ne pouvait piloter la Tesi 3D standard sans souffrir de la position de conduite. Il fait modifier sa propre Tesi dont les guidons bracelets sont remplacés par un guidon plat Accossato.
La selle est modifiée pour accueillir un éventuel passager. Les silencieux d'échappement Zard sous la selle sont déplacés sur le côté droit et remplacés par un 2-en-1 en acier inoxydable Arrow.
Elle a été produite à 50 exemplaires.

#### Tesi 3D 40°
Pour fêter les quarante ans de la marque, Bimota présente, lors du salon Eicma 2013 la Tesi 3D 40°. Basée sur la Tesi 3D Naked, cette série limitée à 40 exemplaires se pare d'une livrée blanche barrée d'une bande verte et d'une bande rouge. Les platines du cadre et les jantes sont noires. Une plaque apposée sur la platine gauche porte la mention « 40 years Bimota anniversary Tesi 3D limited edition X/40 ». Finalement, il ne sortira que 18 exemplaires.

#### Tesi 3D RaceCafe

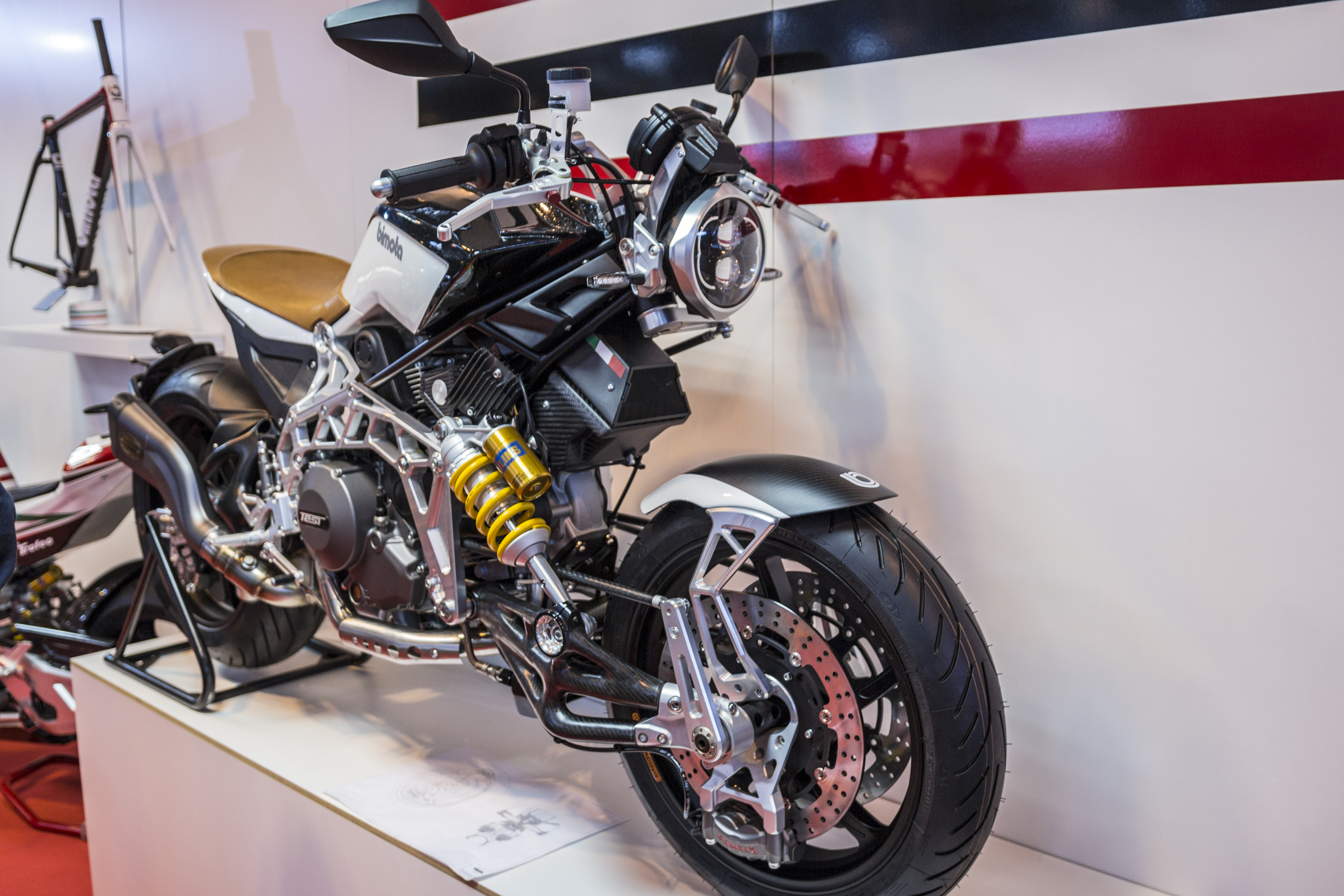
Bimota Tesi 3D RaceCafe

Bimota présent au salon Eicma 2015 l'unique exemplaire de la Tesi 3D RaceCafe, exemplaire unique. Elle est équipe d'un bicylindre en V de 803 cm3 toujours d'origine Ducati provenant du Scrambler.
Les bras oscillant sont toujours en acier au chrome-molybdène mais peuvent en option être remplacés par des éléments en fibre de carbone, permettant de faire passer le poids de 165 à 162 kg.
La machine est dépourvue de tout habillage, présentée en noire et aluminium, avec une selle orange.

### Compétition
Le 25 avril 2010, Luca Pini classe la Tesi 3D à la première position dans la première manche du championnat italien Supertwins, sur le circuit du Mugello.

## Tesi H2
À l'occasion du salon EICMA de Milan, Bimota annonce la prise de participation à 49.9% par la branche européenne de Kawasaki dans la société chargée de commercialiser Bimota. Le premier modèle de cette collaboration est la Tesi H2.
Les caractéristiques définitives sont annoncées en septembre 2020, en même temps que l'ouverture des précommandes.
Le moteur est un quatre cylindres en ligne de 998 cm3 alimenté par un compresseur, issu de la Kawasaki Ninja H2. Le constructeur annonce 231 ch à 11 500 tr/min. La suralimentation en air permettrait de gagner 11 ch.
L'amortissement est confiée, pour l'avant et pour l'arrière à deux amortisseur Öhlins avec un débattement respectivement de 100 et 130 mm. Contrairement à la Tesi 3D, les bras oscillants ne sont plus en treillis tubulaire mais en aluminium moulé.
Le freinage est assuré par Brembo avec deux disques à l'avant de 320 mm et des étriers à fixation radiale et un disque à l'arrière de 220 mm, tous pourvus d'ABS.
Le poids à sec est de 207 kg.
Les éléments de carrosserie se partent d'une livrée noire, blanche et rouge ou d'une finition vernis de la fibre de carbone.
Elle est vendue 62 000 €.